# Olsen Brothers
Els Olsen Brothers (germans Olsen) són un duo musical danès compost per Jørgen (nascut el 15 de març de 1950) i el seu germà "Noller" (Niels, nascut el 13 d'abril de 1954).
Tots dos van formar la seva primera banda anomenada "The Kids" al 1965. Més tard, al 1967 traurien el seu primer senzill. Després de participar en un musical, van publicar el seu primer àlbum al 1972. Des de llavors, han arribat a publicar fins a 12 treballs.
Després de guanyar la preselecció danesa (Dansk Melodi Gran Premi) al 2000 a Copenhaguen, van representar al seu país al Festival de la Cançó d'Eurovisió 2000 celebrat a Estocolm (Suècia), on van aconseguir alçar-se amb la victòria amb la cançó "Fly on the wings of love", una de les cançons més populars del festival. Van ser els guanyadors d'Eurovisió de major edat en el moment de la seva victòria. Aquesta cançó va ser nominada com una de les 14 finalistes de la gal·la Congratulations, commemorativa del 50 aniversari d'Eurovisió (celebrat a Copenhaguen al 2005) i que estava destinat a triar la millor cançó de la història del festival. Van participar també en el 60 Aniversari del festival a Londres. La seva carrera ha estat centrada majorment al seu país natal.
L'any 2005, per primera vegada des de la seva victòria, van tornar a entrar al Danish Melodi Grand Prix, la preselecció nacional per al concurs d'Eurovisió, amb la cançó "Little Yellow Radio". Aquesta vegada es van haver de conformar amb el segon lloc, acabant per darrere de Jakob Sveistrup.
Al 2019, els germans van fer una pausa a la seva carrera musical després que Niels fos diagnosticat amb càncer de cervell. No obstant això, Niels es va curar a finals de 2020 en una victòria qualificada de "contra pronòstic", sense descartar tornar a la música en el futur.

## Discografia
- Olsen (1972)
- For What We Are (1973)
- For the Children of the World (1973)
- Back on the Tracks (1976)
- You're the One (1977)
- San Fransisco (1978)
- Dans - Dans - Dans (1979)
- Rockstalgi (1987)
- Det Stille Ocean (1990)
- Greatest and Latest (1994)
- Angelina (1999)
- Fly on the Wings of Love (2000)
- Neon Madonna (2001)
- Walk Right Back (2001)
- Songs (2002)
- Weil Nur Die Liebe Zählt (2003)
- More Songs (2003)
- Our New Songs (2005)
- Celebration (2005)
- Respect (2008)
- Wings of Eurovision (2010)
- Brothers to Brothers (2013)